# فردریک روسینی
فردریک روسینی (انگلیسی: Frederick Rossini; ۱۸ ژوئیهٔ ۱۸۹۹ – ۱۲ اکتبر ۱۹۹۰) شیمی‌دان، و استاد دانشگاه اهل ایالات متحده آمریکا بود.
وی همچنین برندهٔ جوایزی همچون نشان پریستلی و نشان ملی علوم شده‌است.